# هانس یاکوبی
هانس یاکوبی (انگلیسی: Hans Jacoby؛ ۲۳ اکتبر ۱۹۰۴ – ۳۱ اکتبر ۱۹۶۳) فیلم‌نامه‌نویس اهل آلمان بود.

## فیلم‌شناسی

### فیلم‌نامه‌نویس
- جبل طارق (۱۹۳۸)
- بین ما دخترها (۱۹۴۲)
- شبح اپرا (۱۹۴۳)
- سیروکو (۱۹۵۱)
- تاکسی (۱۹۵۳)
- ایوا (۱۹۵۸)
- دروغ‌گو (۱۹۶۱)